# Adamowo (obwód grodzieński)
Adamowo (biał. Адамова, Adamowa; ros. Адамово, Adamowo) – chutor na Białorusi, w obwodzie grodzieńskim, w rejonie werenowskim, w sielsowiecie Pirogańce. 
Dawniej folwark. Niekiedy jako alternatywną nazwę stosowano formę Nowe Żemojciszki. W dwudziestoleciu międzywojennym leżało w Polsce, w województwie nowogródzkim, w powiecie lidzkim, do 11 kwietnia 1929 w gminie Bieniakonie, następnie w gminie Werenów. Po II wojnie światowej w granicach Związku Radzieckiego. Od 1991 w niepodległej Białorusi.